# Diócesis de San Marino-Montefeltro
La diócesis de San Marino-Montefeltro (en latín: Dioecesis Sammarinensis-Feretrana y en italiano: Diocesi di San Marino-Montefeltro) es una circunscripción eclesiástica de la Iglesia católica en Italia y San Marino. Se trata de una diócesis latina, sufragánea de la arquidiócesis de Ravena-Cervia. Desde el 3 de febrero de 2024 su obispo es Domenico Beneventi.

## Territorio y organización

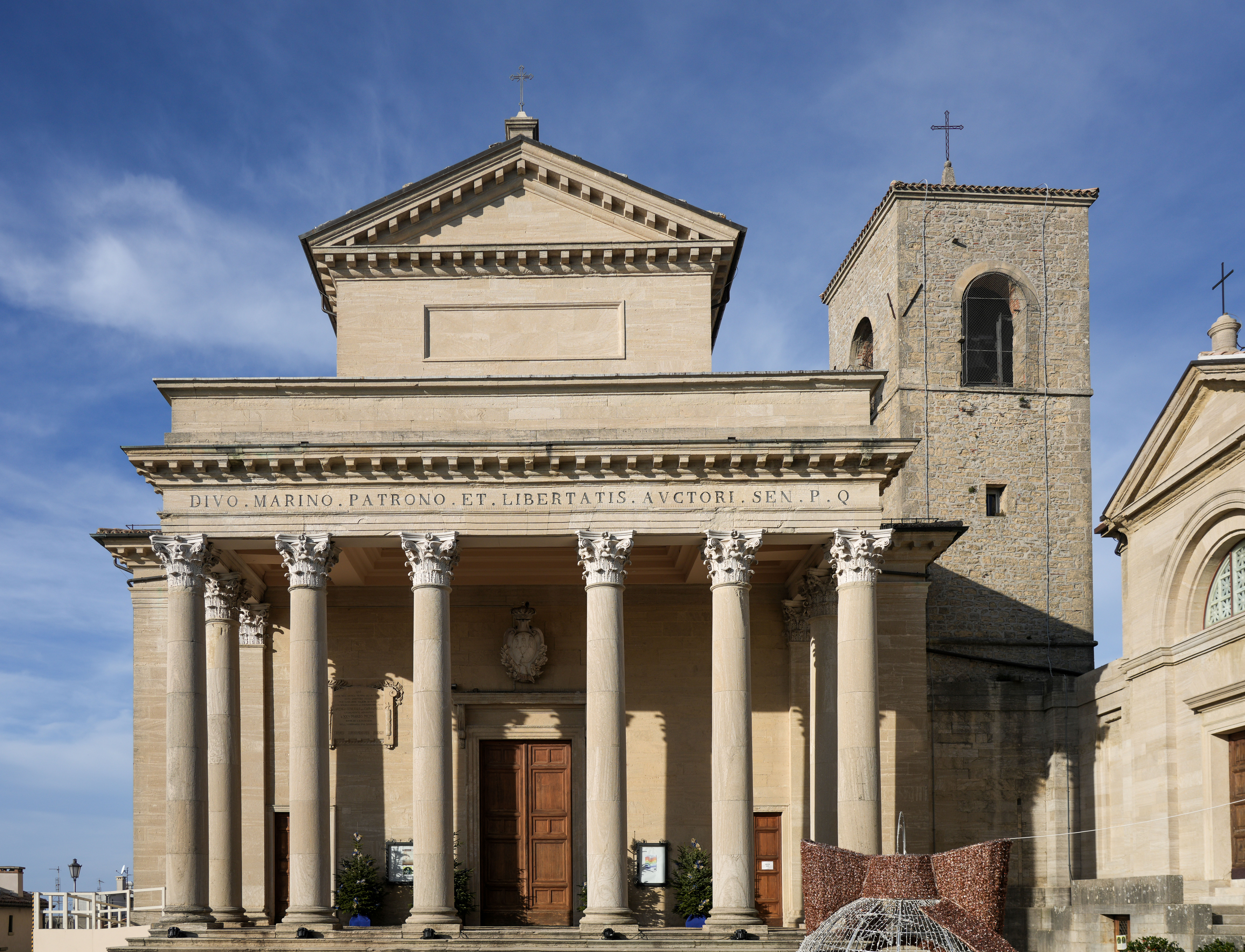
Basílica de San Marino, en la ciudad de San Marino

La diócesis tiene 683 km² y extiende su jurisdicción sobre los fieles católicos de rito latino residentes en San Marino y en las siguientes partes de Italia:
- en la provincia de Rímini de la región de Emilia-Romaña, comprendiendo las comunas de: Casteldelci, Sant'Agata Feltria, Pennabilli, Montecopiolo, Novafeltria, Talamello, Maiolo, San Leo, Sassofeltrio y la fracción de Pieve Corena en la comuna de Verucchio;
- en la provincia de Pesaro y Urbino de la región de Marcas, comprendiendo las comunas de: Monte Cerignone, Monte Grimano Terme, Mercatino Conca, Macerata Feltria, Pietrarubbia, Carpegna, Frontino, Belforte all'Isauro, Piandimeleto, Lunano y Sassocorvaro Auditore (en parte).

La sede de la diócesis se encuentra en la ciudad de Pennabilli, en donde se halla la Catedral de San León, el palacio episcopal, las oficinas de la curia, el seminario episcopal, el archivo, la biblioteca y el museo diocesano. En la ciudad de San Marino se halla la basílica de San Marino.
En 2022 en la diócesis existían 81 parroquias, de las cuales 69 están en Italia y 12 en San Marino.

## Historia

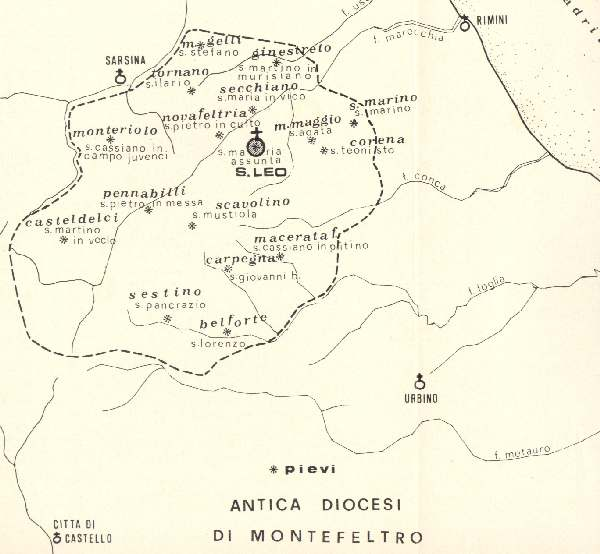
La diócesis de Montefeltro en la Edad Media

La diócesis de Montefeltro ya existía en el siglo VIII. Las primeras noticias se remontan a 785, cuando Carlomagno, con la aprobación del papa Adriano I, la instituyó como sede sufragánea de la arquidiócesis de Ravena. La residencia del obispo feretrano estaba situada en San Leo, de donde tomó su nombre (el nombre latino de San Leo es Mons Feretri). La primera mención de un obispo de Montefeltro se remonta al año 826, año en el que Agatone participó en el sínodo romano convocado por el papa Eugenio II. A lo largo del siglo IX está bien atestiguada la presencia de obispos en la sede montefeltrina, mientras que se desconoce si en la centuria siguiente la sede quedó vacante, ya que los nombres de los obispos no llegaron hasta Arduino (principios del siglo XI).
Un documento fechado en 964, en tiempos del papa León VIII, y otro fechado el 7 de julio de 997, durante el pontificado del papa Gregorio V, confirman que la diócesis de San Leo era sufragánea de la arquidiócesis de Ravena. En 1050 la diócesis fue sustraída de la autoridad metropolitana de Ravena, pero luego volvió a estar sujeta a ella. En 1154 fue declarada inmediatamente sujeta a la Santa Sede.
En este período los obispos ejercían derechos feudales sobre San Marino, como herederos de los de los abades del monasterio fundado según la tradición por el propio santo, derechos que posteriormente fueron reducidos por nuevos estatutos locales, pero que siguieron siendo significativos hasta mediados del siglo XIV.
En 1125 el papa Honorio II, con la bula Officii nostri, confirmó al obispo Pietro Carpegna todas las jurisdicciones y posesiones de la Iglesia de Montefeltro; este documento es importante porque por primera vez se enumeran todas las iglesias parroquiales, iglesias y capillas en el territorio de la diócesis.
A principios del siglo XV, el obispo Giovanni Seclani dejó la histórica residencia de la diócesis en San Leo y la trasladó a Talamello, en donde en 1437 hizo construir un nuevo palacio episcopal.
El 4 de junio de 1563 pasó a formar parte de la provincia eclesiástica de Urbino. En ese momento la sede del obispo había regresado a San Leo nuevamente. El obispo Sormani con la autorización del papa Pío V y la confirmación de Gregorio XIII mediante la bula Aequum reputamus del 25 de mayo de 1572 trasladó su residencia de San Leo a Pennabilli. Este traslado fue defendido por Guidobaldo II della Rovere, que anhelaba tener el dominio absoluto de San Leo, también capital administrativa del condado de Montefeltro y hogar de una importante fortaleza, sin la presencia de eclesiásticos. En el mismo 1572 un sínodo diocesano decidió aceptar la oferta de Macerata Feltria para financiar el seminario diocesano, que de hecho surgió en ese país. En cuanto a los sínodos del obispo Sormani, se celebraron en varios lugares de la diócesis: Sant'Agata Feltria, la abadía de Valle Sant'Anastasio, Pennabilli, San Marino, Macerata Feltria.
El obispo Sormani fue sucedido por Consalvo Duranti quien, después de residir durante siete años en Pennabilli, en 1614 se trasladó a la abadía de Valle Sant'Anastasio, pero después de otros siete años, en 1621, fijó su residencia en Macerata Feltria. El obispo Scala también residió en varios lugares: de 1643 a 1644 en Pennabilli, luego en Valle Sant'Anastasio, en Macerata Feltria y en San Marino, para finalmente regresar a Pennabilli. El obispo compiló las lecturas propias del Oficio Divino de San Leone.
En la década de 1770 el obispo Buoni intentó restablecer la iglesia de San León como catedral de la diócesis en lugar de la nueva catedral de Pennabilli, cuya construcción había comenzado bajo el obispo Sormani y había continuado bajo el obispo Duranti. Pero este intento fracasó debido al llamamiento presentado directamente a la Santa Sede por los ciudadanos de Pennabilli; el obispo obtuvo el traslado a otra sede.
El obispo Giacomo Buoni restauró la Catedral de San León: colocó allí un trono estable de madera y dispuso la erección de seis nuevos canónigos para oficiar; obtuvo del papa Clemente X el Palacio Ducal, que pasó a ser apostólico, lo convirtió tanto en su residencia como en la sede de la corte episcopal. Los canónigos de Pennesi actuaron contra esta decisión apelando a la reina de Polonia a través de su secretario Valentini, Pennese y el cardenal Ulderico Carpegna.
A partir del obispo Belluzzi, se atestigua la costumbre de tomar posesión de la diócesis primero en Pennabilli y luego en San Leo. Incluso este obispo, aunque residía principalmente en Pennabilli, cambiaba a menudo de residencia, trasladándose a todos los lugares antes mencionados.
El 25 de marzo de 1729 el papa Benedicto XIII con el motu proprio Nuper nobis innotuit quiso restaurar la iglesia de San León como catedral y reducir la catedral de Pennabilli a colegiata. Pero debido a la oposición de los habitantes de Pennabilli esta decisión no tuvo efecto.
El 22 de febrero de 1977, mediante el decreto Proprius dioecesis de la Congregación para los Obispos, la diócesis tomó su nombre actual y sufrió algunos cambios territoriales: cedió dos parroquias a la diócesis de Sarsina y otras diez a la diócesis de Rímini; todas estas parroquias estaban ubicadas en la provincia de Forlì; obtuvo de las diócesis mencionadas cuatro parroquias que estaban ubicadas en la provincia de Pesaro y otras dos en la República de San Marino que habían pertenecido a la diócesis de Rímini. Al mismo tiempo, la diócesis volvió a ser sufragánea de la arquidiócesis de Ravena.
Del 22 de febrero de 1977 al 25 de mayo de 1995 estuvo unida in persona episcopi a la diócesis de Rímini.
Después de unos treinta años de restauración, el 17 de junio de 2000 se volvió a dedicar la catedral de Pennabilli; mientras que la antigua catedral de San Leo, limpia y consolidada, fue reinaugurada el 1 de agosto de 2006.
En las últimas décadas, dos papas han visitado la diócesis: el papa Juan Pablo II en septiembre de 1982 en una visita apostólica a la República de San Marino; y el papa Benedicto XVI el 19 de junio de 2011 en visita pastoral a la diócesis.
El 18 de noviembre de 2003, la Congregación para el Culto Divino y la Disciplina de los Sacramentos confirmó a san Marino como patrono principal de la diócesis.

## Estadísticas
Según el Anuario Pontificio 2023 la diócesis tenía a fines de 2022 un total de 63 112 fieles bautizados.
| Año                                                                             | Población            | Población | Población      | Sacerdotes | Sacerdotes    | Sacerdotes    | Bautizados por sacerdote | Diáconos permanentes | Religiosos | Religiosos | Parroquias |
| Año                                                                             | Bautizados católicos | Total     | % de católicos | Total      | Clero secular | Clero regular | Bautizados por sacerdote | Diáconos permanentes | Varones    | Mujeres    | Parroquias |
| ------------------------------------------------------------------------------- | -------------------- | --------- | -------------- | ---------- | ------------- | ------------- | ------------------------ | -------------------- | ---------- | ---------- | ---------- |
| 1950                                                                            | 72 000               | 72 000    | 100.0          | 166        | 126           | 40            | 433                      |                      | 40         | 130        | 123        |
| 1969                                                                            | 49 780               | 49 800    | 100.0          | 119        | 89            | 30            | 418                      |                      | 32         | 114        | 74         |
| 1980                                                                            | 55 250               | 55 500    | 99.5           | 92         | 68            | 24            | 600                      |                      | 27         | 83         | 118        |
| 1990                                                                            | 56 500               | 57 100    | 98.9           | 81         | 54            | 27            | 697                      |                      | 28         | 80         | 81         |
| 1997                                                                            | 56 810               | 57 000    | 99.7           | 82         | 52            | 30            | 692                      | 1                    | 42         | 65         | 90         |
| 2000                                                                            | 57 162               | 59 470    | 96.1           | 78         | 49            | 29            | 732                      | 1                    | 31         | 66         | 81         |
| 2001                                                                            | 59 000               | 59 442    | 99.3           | 79         | 52            | 27            | 746                      | 1                    | 29         | 66         | 81         |
| 2002                                                                            | 61 620               | 62 271    | 99.0           | 78         | 51            | 27            | 790                      | 1                    | 31         | 67         | 81         |
| 2003                                                                            | 63 130               | 65 725    | 96.1           | 76         | 49            | 27            | 830                      | 1                    | 29         | 70         | 81         |
| 2004                                                                            | 60 734               | 62 590    | 97.0           | 75         | 49            | 26            | 809                      | 1                    | 28         | 65         | 81         |
| 2010                                                                            | 64 004               | 67 541    | 94.8           | 81         | 58            | 23            | 790                      | 7                    | 25         | 55         | 81         |
| 2014                                                                            | 65 063               | 69 000    | 94.3           | 67         | 46            | 21            | 971                      | 8                    | 24         | 58         | 81         |
| 2017                                                                            | 60 253               | 66 110    | 91.1           | 49         | 31            | 18            | 1229                     | 9                    | 20         | 51         | 81         |
| 2020                                                                            | 61 401               | 65 133    | 94.3           | 58         | 43            | 15            | 1058                     | 9                    | 17         | 50         | 81         |
| 2022                                                                            | 63 112               | 66 441    | 95.0           | 65         | 46            | 19            | 970                      | 11                   | 22         | 50         | 81         |
| Fuente: Catholic-Hierarchy, que a su vez toma los datos del Anuario Pontificio. |                      |           |                |            |               |               |                          |                      |            |            |            |

## Episcopologio

### Obispos de Montefeltro
- Agatone † (mencionado en 826)
- Stefano † (antes de 853-después del 861)
- Massimino † (mencionado en 877)
- Giovanni I † (antes de 880-después del 885)
- Arduino † (antes de 1015-después de 1044)
- Andolfo † (antes de 1053-antes del 2 de enero de 1075)[nota 2]
- Gebizone † (después del 2 de enero de 1075-después de 1097)
- Pietro Carpegna † (mencionado en 1125)
- Arnoldo † (antes de 1140-después de 1154)
- Gualfredo o Valfrero † (mencionado en 1172)
- Alberto † (antes de 1206-después de 1208)
- Giovanni II † (antes de 1218-1221 o 1222)
- Rolando † (antes de junio de 1222-después de 1229)
- Ugolino da Montefeltro † (antes de 1232-1252 falleció)
- Giovanni III † (9 de noviembre de 1252-después de 1275)
- Roberto da Montefeltro † (antes de 1282-después de 1284)
- Liberto o Uberto, O.S.B. † (antes de octubre de 1288-1318 falleció)
- Benvenuto † (24 de enero de 1319-después de 1347 falleció)
- Claro Peruzzi † (21 de enero de 1350-después de 1375 falleció)
- Pietro, O.S.A.? † (1378-1385?)
  - Pino degli Ordelaffi † (12 de diciembre de 1386-1390 nombrado administrador apostólico de Cervia) (administrador apostólico)[nota 3]
  - Luca Contraguerra † (4 de marzo de 1388-?) (antiobispo)[nota 4]
- Benedetto di Salnucio, O.S.B. † (11 de febrero de 1390-después de 1408)
- Giovanni Seclani o Sedani, O.F.M.Conv. † (antes de 1413-28 de septiembre de 1444 falleció)
- Francesco da Chiaravalle † (20 de noviembre de 1444-1450 falleció)
- Giacomo Tebaldi † (5 de junio de 1450-3 de agosto de 1458 nombrado arzobispo de Nápoles)[nota 5]
- Corrado Marcellino † (12 de agosto de 1458-6 de octubre de 1458 nombrado obispo de Terracina, Sezze y Priverno)
- Giacomo da Foglia † (27 de octubre de 1458-?)
- Roberto degli Adimari † (26 de abril de 1459-1 de octubre de 1484 renunció)
- Celso Mellini † (1 de octubre de 1484-1498 falleció)
- Luca Mellini † (21 de noviembre de 1498-1507 falleció)
- Antonio Crastini, O.F.M. † (21 de mayo de 1507-11 de agosto de 1510 falleció)
- Paolo Alessandri degli Strabuzzi † (11 de octubre de 1510-15 de agosto de 1537 falleció)
  - Ennio Filonardi † (12 de agosto de 1538-1549 renunció) (administrador apostólico)
- Ennio Massari † (29 de abril de 1549-1565 falleció)
- Carlo Visconti † (6 de julio de 1565-12 de noviembre de 1565 falleció)
- Gianfrancesco Sormani † (6 de marzo de 1566-1601 falleció)
- Pietro Cartolari † (19 de noviembre de 1601-enero de 1607 falleció)
- Consalvo Durante † (19 de febrero de 1607-10 de enero de 1643 falleció)
- Bernardino Scala † (18 de mayo de 1643-19 de enero de 1667 falleció)
- Antonio Possenti † (3 de agosto de 1667-12 de diciembre de 1671 falleció)
- Giacomo Buoni † (8 de febrero de 1672-28 de febrero de 1678 nombrado obispo de Sutri y Nepi)
- Bernardino Belluzzi † (5 de septiembre de 1678-25 de septiembre de 1702 nombrado obispo de Camerino)
- Pietro Valerio Martorelli † (5 de marzo de 1703-18 de noviembre de 1724 renunció)
- Flaminio Dondi, O.F.M. † (20 de noviembre de 1724-12 de agosto de 1729 falleció)
- Giovanni Crisostomo Calvi, O.P. † (7 de septiembre de 1729-26 de abril de 1747 falleció)
- Sebastiano Bonaiuti † (29 de mayo de 1747-27 de febrero de 1765 falleció)
- Giovanni Pergolini † (22 de abril de 1765-17 de febrero de 1777 nombrado obispo de Urbania y Sant'Angelo in Vado)
- Giuseppe Maria Terzi † (17 de febrero de 1777-27 de octubre de 1803 falleció)
- Antonio Begni † (28 de mayo de 1804-11 de junio de 1840 falleció)
- Antonio Benedetto Antonucci † (17 de diciembre de 1840-22 de julio de 1842 nombrado obispo de Ferentino)
- Salvatore Leziroli † (22 de julio de 1842-20 de enero de 1845 nombrado obispo de Rímini)
- Martino Caliendi † (21 de abril de 1845-abril de 1849 falleció)
- Crispino Agostinucci † (5 de noviembre de 1849-26 de abril de 1856 falleció)
- Elia Antonio Alberani, O.C.D. † (16 de junio de 1856-23 de marzo de 1860 nombrado obispo de Ascoli Piceno)
- Luigi Mariotti † (23 de marzo de 1860-4 de abril de 1890 falleció)
- Carlo Bonaiuti † (23 de junio de 1890-22 de junio de 1896 nombrado obispo de Pesaro)
- Alfonso Andreoli † (30 de noviembre de 1896-20 de diciembre de 1911 nombrado obispo de Recanati)
- Raffaele Santi † (22 de abril de 1912-15 de junio de 1940 renunció[nota 6])
- Vittorio De Zanche † (9 de agosto de 1940-23 de septiembre de 1949 nombrado obispo de Concordia)
- Antonio Bergamaschi † (12 de diciembre de 1949-17 de abril de 1966 falleció)
  - Sede vacante (1966-1977)[nota 7]

### Obispos de San Marino-Montefeltro
- Giovanni Locatelli † (22 de febrero de 1977-12 de noviembre de 1988 nombrado obispo de Vigevano)[nota 8]
- Mariano De Nicolò † (8 de julio de 1989-25 de mayo de 1995 renunció)
- Paolo Rabitti (25 de mayo de 1995-2 de octubre de 2004 nombrado arzobispo de Ferrara-Comacchio)
- Luigi Negri † (17 de marzo de 2005-1 de diciembre de 2012 nombrado arzobispo de Ferrara-Comacchio)
- Andrea Turazzi (30 de noviembre de 2013-3 de febrero de 2024 retirado)
- Domenico Beneventi, desde el 3 de febrero de 2024